# Carole Cormenier
Carole Cormenier (Limoges, 13 de febrero de 1990) es una deportista francesa que compite en tiro, en la modalidad de tiro al plato.
Ganó una medalla de oro en el Campeonato Mundial de Tiro al Plato de 2022 y tres medallas en el Campeonato Europeo de Tiro entre los años 2019 y 2025.

## Palmarés internacional
| Campeonato Mundial | Campeonato Mundial    | Campeonato Mundial | Campeonato Mundial |
| Año                | Lugar                 | Medalla            | Prueba             |
| ------------------ | --------------------- | ------------------ | ------------------ |
| 2022               | Osijek (Croacia)      | Medalla de oro     | Foso               |
| Campeonato Europeo |                       |                    |                    |
| Año                | Lugar                 | Medalla            | Prueba             |
| 2019               | Lonato (Italia)       | Medalla de plata   | Foso mixto         |
| 2021               | Osijek (Croacia)      | Medalla de bronce  | Foso               |
| 2025               | Châteauroux (Francia) | Medalla de bronce  | Foso mixto         |